# 黎國
黎国，又作𨟀國、𨛫國、耆国、飢國，先秦小型诸侯国，在今山西省黎城县东北。一说在山西省长治市西南。
商朝末年（帝辛晚期）祁姓黎国被周武王所灭，祖伊向帝辛告急而商代史官作《西伯戡黎》。《今本竹書紀年》记为帝辛四十四年西伯發（周武王）伐黎。周武王分封毕公高之后重建姬姓黎国。春秋时期，黎侯被狄人逼迫，迁居卫国，黎国的臣子作《式微》《旄邱》两首诗，责备卫国不能救黎国。公元前594年七月二十七日，晋景公在稷地进行武装演习，来占领狄人的土地。晋国灭赤狄潞氏，立了黎侯然后回国。重立黎国，之后黎国之地并入晋国。